# Cbus Super Stadium
Das Cbus Super Stadium (Eigenschreibweise: cbus super stadium) ist ein Rugby- und Fußballstadion in Robina, einem Vorort der australischen Stadt Gold Coast im Bundesstaat Queensland. 

## Geschichte
Die Bauarbeiten begannen 2006 und wurden im Februar 2008 abgeschlossen. Es dient hauptsächlich als Spielstätte der Rugby-League-Mannschaft der Gold Coast Titans. Ab der Saison 2009/10 trug der neu gegründete Fußballclub Gold Coast United seine Spiele ebenfalls im Cbus Super Stadium aus. 2012 wurde Gold Coast United aufgrund mehrerer Regelverstöße gegen die Richtlinien der A-League die Lizenz entzogen und der Verein somit aufgelöst. 
Die Anlage ist Eigentum und im Betrieb des vom Bundesstaat gegründeten Unternehmens Stadiums Queensland. Das Projekt wurde vom Bundesstaat finanziert. Die Veranstaltungsstätte wurde von Populous (früher: HOK Sport Venue Event) entworfen. Die Fassade und das Dach sind in eine weiße PTFE-Folie eingehüllt. Während der Rugby-League-Weltmeisterschaft 2008 wurden hier zwei Spiele ausgetragen.
Seit 2014 heißt das Stadion Cbus Super Stadium. Der Namensgeber ist der Industriefonds Cbus Super. Der Vertrag hatte zunächst eine Laufzeit von fünf Jahren.

## Tribünen
- Gesamt: 27.794 Sitzplätze[2]
- Westtribüne: 6669 Sitzplätze (inklusive Firmenlogen und Veranstaltungsräume)
- Osttribüne: 8996 Sitzplätze
- Nordtribüne: 6248 Sitzplätze
- Südtribüne: 5881 Sitzplätze

- Ausstattung
  - 178 rollstuhlgerechte Plätze und 205 Sitzplätze für die Begleiter
  - 76 Firmenlogen unter freiem Himmel für 8, 10 oder 12 Besucher
  - 27 geschlossene Firmensuiten für 12, 18 oder 26 Besucher
  - Zwei kombinierbare Veranstaltungsräume mit 1065 Sitzplätzen
  - 24 permanente Lebensmittel- und Getränkeverkaufsstellen
  - Sechs Eingänge
  - Zwei Rolltreppen
  - Vier Personenaufzüge
  - Ein Lastenaufzug